# Music Box
Music Box —en español: Caja de música— es el tercer álbum de estudio de la cantante estadounidense Mariah Carey, publicado el 31 de agosto de 1993 por la compañía discográfica Columbia Records. El álbum está compuesto de baladas que Carey escribió con Walter Afanasieff, quien previamente colaboró en el álbum Emotions (1991), con algunas canciones dance. Durante el desarrollo del álbum, Carey deseaba ampliar su público, escogiendo un sonido más orientado al pop/R&B. Durante este período de tiempo, experimentó con diferentes instrumentos musicales, alejando el sonido del álbum de sus dos proyectos anteriores. Dos canciones grabadas en las sesiones, pero no fueron usadas en el álbum, sino como lados B, fueron «Do You Think of Me» y «Everything Fades Away», esta última que también aparece como pista adicional en las ediciones internacionales del álbum.
Para asegurar el éxito comercial del proyecto, Carey y Walter Afanasieff buscaron a nuevos productores, mientras conservaron a otros de sus anteriores trabajos. Kenneth "Babyface" Edmonds, compuso junto a la cantante algunas de las baladas más suaves y melodiosas del álbum. Mientras que Robert Clivillés y David Cole, (del dúo C+C Music Factory) creó los temas bailables. Gran parte de la composición del álbum fue hecha por Carey y Afanasieff, quienes siguieron trabajando para sus próximos trabajos hasta 1997.
Cuatro sencillos fueron lanzados del álbum. Los tres primeros, «Dreamlover», «Hero» y «Without You», se convirtieron en canciones que llegaron al número uno a nivel mundial, sin embargo, el último se convirtió en el mayor éxito internacional de su carrera. «Without You» fue su primer sencillo número uno en diversos países de Europa, incluyendo el Reino Unido y Alemania, mientras que llegó al número 3 en los Estados Unidos. Para promover el álbum, Carey se embarcó en una corta pero exitosa gira, el Music Box Tour que visitó ciudades de los Estados Unidos.
Luego de su publicación, Music Box recibió reseñas mixtas por parte de los críticos. Por otro lado, su desempeño comercial fue exitoso, llegó al puesto número uno en las listas de varios países, incluyendo Australia, Francia, Alemania, Reino Unido y Estados Unidos. La Recording Industry Association of America (RIAA) lo certificó con disco de diamante por distribuir diez millones de copias en Estados Unidos. Music Box ha vendido más de 35 millones de copias alrededor el mundo, convirtiéndose en el álbum más vendido de Carey en su carrera y en uno de los más vendidos de todos los tiempos.
Según Nielsen SoundScan, hasta marzo de 2013, Music Box vendió 7 271 000 copias en los Estados Unidos, donde se convirtió en el segundo álbum más vendido de Carey, después de Daydream (1995). Forma parte de la lista de los 100 discos que debes tener antes del fin del mundo, publicada en 2012 por Sony Music.

## Antecedentes
En 1988, Carey fue descubierta por Tommy Mottola, presidente de la compañía discográfica Columbia, siendo contratada inmediatamente por la compañía. El primer álbum de estudio de Carey, publicado en 1990, consta principalmente, de las canciones que escribió en colaboración con el músico Ben Margulies mientras estudiaba en la escuela secundaria, así como material de nueva creación compuesto con algunos de los más famosos productores discográficos de la época. Tras su publicación, el álbum fue encomiado por los críticos, quienes en sus reseñas resaltaron la madurez mostrada por la cantante, así como la variedad de géneros musicales explorados en el registro. El disco disfrutó, asimismo, de notable éxito comercial, vendiéndose más de trece millones de copias alrededor del mundo. 
Durante el período de promoción del álbum, Carey empezó a escribir canciones para su siguiente obra, decidiendo alejarse levemente del estilo musical que caracteriza a su debut, optando por imprimir a su nueva obra influencias más próximas al Soul y Jazz de los años 1950 y 1960, géneros de la predilección de la artista. Paralelamente, la compañía discográfica consintió en que la que la cantante tomara más control sobre la dirección musical de su trabajo, permitiéndole participar activamente en la producción de su nueva obra.

## Escritura y desarrollo
Luego de publicar tres exitosos discos, Carey con el concurso de su principal colaborador Walter Afanasieff, decidió tomar un nuevo rumbo en la producción de su tercer álbum de estudio. En primer lugar, reclutó a una pléyade de compositores, músicos y productores discográficos de la época, entre los que se cuentan Kenneth "Babyface" Edmonds, responsable de los éxitos de artistas tales como Boyz II Men; David Hall, aclamado por su trabajo con Mary J. Blige; y Robert Clivillés & David Cole, quienes habían colaborado previamente con Carey en su álbum anterior.

## Composición Musical
El álbum está compuesto principalmente por baladas escritas por Mariah Carey y Walter Afanasieff, (con quien ella ya había trabajado previamente en sus dos álbumes anteriores), y algunas pistas de música pop-dance. Otros colaboradores de Music Box fueron Babyface, Robert Clivillés y David Cole.

## Recepción comercial
Music Box debutó en el puesto número dos de la lista Billboard 200 en Estados Unidos con 174,000 copias vendidas en su primera semana y ascendió al número uno quince semanas después de su lanzamiento, permaneciendo en el primer puesto durante ocho semanas no consecutivas y vendiendo más de 505.000 copias en su mejor semana. Se mantuvo en el top 20 durante cuarenta semanas y en el Billboard 200 por 128 semanas (más de dos años), volviendo a entrar a la lista tres veces. Music Box fue el segundo álbum más vendido de 1994 en Estados Unidos, detrás de The Sign de Ace of Base.
En Canadá el álbum debutó en el número dos y fue certificado de platino siete veces por la Canadian Recording Industry Association (CRIA).
Mientras tanto, encabezó las listas en países europeos como Alemania, Suiza y el Reino Unido. En este último logró debutar en el primer puesto (hazaña no lograda en Estados Unidos), permaneciendo una semana en la primera posición y otras cinco no consecutivas. Hasta la fecha es el álbum más vendido de Carey en Europa.
Logró ser el decimotercer álbum más vendido de 1993 en Reino Unido y el cuarto en el año siguiente.
En Australia, el álbum permaneció 18 semanas no consecutivas en el número uno y fue certificado de platino doce veces por la Australian Recording Industry Association (ARIA). Fue el álbum más vendido de 1994 en este país.
Es el tercer álbum más vendido de Carey en Japón con 2,300,000 unidades vendidas solo en el año de estreno.[cita requerida]
Desde su lanzamiento, se estima que Music Box ha vendido más de 28 millones de copias en todo el mundo.

## Sencillos
"Dreamlover" el primer sencillo del álbum, fue un gran éxito en los Estados Unidos, convirtiéndose en el séptimo sencillo número 1 en la lista Billboard Hot 100 durante ocho semanas consecutivas. Fue también su quinto sencillo número 1 en Canadá y logró llegar al top 10 en el Reino Unido, Australia, Nueva Zelanda, Países Bajos y Portugal; mientras que en el resto del mundo tuvo un éxito moderado. 
"Hero", el segundo sencillo, fue otro gran éxito para Carey en los Estados Unidos, donde consiguió su octavo sencillo número 1 en la lista Billboard Hot 100. En el resto del mundo era levemente más exitosa que su antecesor, alcanzando el top 10 en el Reino Unido, Canadá, Australia, Nueva Zelanda, Países Bajos, Irlanda, Noruega y finalmente en Francia. Aunque en países como Alemania e Italia continuaba siendo una completa desconocida. Sin embargo, se convirtió en una de las canciones más populares de Carey de todos los tiempos. 
El tercer sencillo del álbum, que es un cover de Badfinger, "Without You", se convierte en su mayor éxito internacional hasta ahora, llegando al número 1 en el Reino Unido, Alemania, Austria, Bélgica, Escocia, Irlanda, Islandia, Italia, Suecia, Suiza, Países Bajos y Nueva Zelanda. También llega al top 10 en Dinamarca, Francia, Australia, Canadá y los Estados Unidos (donde el sencillo fue publicado junto con "Never Forget You" como el cuarto sencillo del álbum). 
El quinto y último sencillo, "Anytime You Need a Friend" fue el primer sencillo de Carey que no  llega al top 10 en Estados Unidos, aunque si lo logra en Canadá, Nueva Zelanda, Islandia, Países Bajos y el Reino Unido. También llega al top 20 en otros países, principalmente por la repercusión del éxito obtenido por su antecesor. Sin embargo, fue un gran éxito en Finlandia, donde se convirtió en su primer sencillo número 1 en ese país.

## Promoción
Para promover el álbum, Carey realizó lo que se convertiría en su primera gira, el Music Box Tour. Durante ese periodo, Carey tenía pánico escénico, causa por la cual no hizo una gira para promover sus dos primeros álbumes, ni tampoco tenía planeado originalmente una gira para Music Box; pero debido a la recepción comercial del álbum y la persuasión de Tommy Mottola, Carey aceptó. Debido a que Carey no se sentía física o emocionalmente preparada para una gira extensa, se programaron seis conciertos, cada uno con muchos días en el medio, para darle tiempo a su voz para descansar. Se planeó una actuación adicional en Proctor's Theatre; allí, Carey filmó el especial de una hora Here is Mariah Carey para su lanzamiento durante la temporada navideña. Cuando las entradas salieron a la venta, los conciertos no se agotaron al instante, sino que se vendieron a un ritmo saludable. En la noche de apertura, cantó en el Miami Arena. Aproximadamente dos tercios de la capacidad del lugar estaban ocupados, lo que preocupaba a la gerencia de Carey. Sin embargo, a Carey no pareció importarle y comenzó el espectáculo con buen humor. El primer espectáculo en Miami recibió críticas mordaces, mientras que los espectáculos posteriores tuvieron los boletos agotados y atrajeron críticas favorables. 
Además de salir de gira por primera vez en su carrera, Carey visitó varios programas de televisión estadounidenses y europeos, presentando los sencillos del álbum. A finales de 1993, Carey apareció en The Arsenio Hall Show, interpretando "Dreamlover" y "Hero". Otras actuaciones de 1993 incluyeron "Hero" en The Jay Leno Show y "Dreamlover" en su cuarta visita a Top of the Pops. Carey continuó promocionando el álbum en 1994, promoviendo su mayor éxito "Without You" en una quinta visita a Top of the Pops, además de visitar Francia, Alemania, Japón, España y Suecia. En medio del Music Box Tour, Carey ya había comenzado a trabajar con Afanasieff en su cuarto álbum Merry Christmas, que se lanzaría durante la temporada navideña de 1994. Además, Carey y Affanasieff supuestamente comenzaron a experimentar con ideas y música para el álbum Daydream (1995).

## Premios y nominaciones
Carey obtuvo una nominación en los Premios Grammy de 1994, en la categoría Mejor Interpretación Vocal Femenina de Pop por "Dreamlover". En 1995, recibió la misma nominación, esta vez para "Hero", pero perdió ambas.

## Lista de canciones
| N.º   | Título                         | Escritor(es)                          | Productor(es)                    | Duración |  |
| 1.    | «Dreamlover»                   | Mariah Carey · Dave Hall              | Carey · Walter Afanasieff · Hall | 3:54     |  |
| 2.    | «Hero»                         | Carey · Afanasieff                    | Carey · Afanasieff               | 4:19     |  |
| 3.    | «Anytime You Need a Friend»    | Carey · Afanasieff                    | Carey · Afanasieff               | 4:26     |  |
| 4.    | «Music Box»                    | Carey · Afanasieff                    | Carey · Afanasieff               | 4:57     |  |
| 5.    | «Now That I Know»              | Carey · David Cole · Robert Clivillés | Carey · Cole · Clivillés         | 4:19     |  |
| 6.    | «Never Forget You»             | Carey · Babyface                      | Carey · Babyface                 | 3:46     |  |
| 7.    | «Without You»                  | Pete Ham · Tom Evans                  | Carey · Afanasieff               | 3:36     |  |
| 8.    | «Just to Hold You Once Again»  | Carey · Afanasieff                    | Carey · Afanasieff               | 3:59     |  |
| 9.    | «I've Been Thinking About You» | Carey · Cole · Clivillés              | Carey · Cole · Clivillés         | 4:48     |  |
| 10.   | «All I've Ever Wanted»         | Carey · Afanasieff                    | Carey · Afanasieff               | 3:51     |  |
| 42:01 |                                |                                       |                                  |          |  |

| Pista adicional de la edición europea, australiana y japonesa |                         |                    |                    |          |  |
| N.º                                                           | Título                  | Escritor(es)       | Productor(es)      | Duración |  |
| 11.                                                           | «Everything Fades Away» | Carey · Afanasieff | Carey · Afanasieff | 5:25     |  |

| Pista adicional de la edición latinoamericana |         |                    |                    |          |  |
| N.º                                           | Título  | Escritor(es)       | Productor(es)      | Duración |  |
| 11.                                           | «Héroe» | Carey · Afanasieff | Carey · Afanasieff | 4:19     |  |

## Listas
| Lista (1993–1994)                     | Mejor posición |
| ------------------------------------- | -------------- |
| Alemania (Albums Chart)               | 1              |
| Australia (Albums Chart)              | 1              |
| Austria (Albums Chart)                | 1              |
| Bélgica (Albums Chart)                | 3              |
| Canadá (Albums Chart)                 | 2              |
| Dinamarca (Albums Chart)              | 1              |
| España (Albums Chart)                 | 2              |
| Estados Unidos Billboard 200          | 1              |
| Estados Unidos Top R&B/Hip-Hop Albums | 1              |
| Francia (Albums Chart)                | 1              |
| Hungría (Albums Chart)                | 4              |
| Islandia (Albums Chart)               | 1              |
| Italia (Albums Chart)                 | 2              |
| Japón (Albums Chart)                  | 2              |
| Noruega (Albums Chart)                | 2              |
| Nueva Zelanda (Albums Chart)          | 2              |
| Países Bajos (Albums Chart)           | 1              |
| Portugal (Albums Chart)               | 1              |
| Reino Unido (Albums Chart)            | 1              |
| Sudáfrica (Albums Chart)              | 2              |
| Suecia (Albums Chart)                 | 3              |
| Suiza (Albums Chart)                  | 1              |

| Lista (1994)             | Mejor posición |
| ------------------------ | -------------- |
| Australia (Albums Chart) | 1              |
| Austria (Albums Chart)   | 1              |
| Canadá (Albums Chart)    | 2              |
| Francia (Albums Chart)   | 3              |
| Suiza (Albums Chart)     | 1              |

| Lista (1990–1999)              | Mejor posición |
| ------------------------------ | -------------- |
| Austria (Albums Chart)         | 32             |
| Estados Unidos (Billboard 200) | 26             |

| Lista                        | Mejor posición |
| ---------------------------- | -------------- |
| Australia (Albums Chart)     | 12             |
| Holanda (Albums Chart)       | 23             |
| Nueva Zelanda (Albums Chart) | 20             |
| Noruega (Albums Chart)       | 33             |
| Suecia (Albums Chart)        | 23             |
| Suiza (Albums Chart)         | 22             |

## Certificaciones y ventas
| País (Proveedor)              | Certificación | Ventas    |
| ----------------------------- | ------------- | --------- |
| Australia (ARIA)              | 12× Platino   | 860,000   |
| Austria (IFPI Austria)        | 2× Platino    | 100,000   |
| Brasil (ABPD)                 | Oro           | 100,000   |
| Canadá (CRIA)                 | 7× Platino    | 700,000   |
| Finlandia (Musiikkituottajat) | Oro           | 47,382    |
| Francia (SNEP)                | Diamante      | 1,418,000 |
| Alemania (BVMI)               | 2× Platino    | 1,400,000 |
| Japón (RIAJ)                  | 2× Millón     | 2,300,000 |
| Países Bajos (NVPI)           | 6× Platino    | 600,000   |
| Nueva Zelanda (RIANZ)         | 5× Platino    | 75,000    |
| Noruega (IFPI Noruega)        | 8× Platino    | 160,000   |
| España (PROMUSICAE)           | 4× Platino    | 400,000   |
| Suecia (GLF)                  | Platino       | 100,000   |
| Suiza (IFPI Suiza)            | 4× Platino    | 200,000   |
| Reino Unido (BPI)             | 5× Platino    | 1,500,000 |
| Estados Unidos (RIAA)         | Diamante      | 7,300,000 |

## Sencillos
| Año  | Sencillo                    | Posición máxima en las listas | Posición máxima en las listas | Posición máxima en las listas | Posición máxima en las listas | Posición máxima en las listas | Posición máxima en las listas | Posición máxima en las listas | Posición máxima en las listas | Posición máxima en las listas | Posición máxima en las listas | Posición máxima en las listas | Posición máxima en las listas | Posición máxima en las listas | Posición máxima en las listas | Posición máxima en las listas | Posición máxima en las listas | Certificaciones (Ventas)                                                                                          |
| Año  | Sencillo                    | EE. UU.                       | EE. UU. R&B                   | EE. UU. AC                    | EE. UU. Dance                 | Australia                     | Austria                       | Canadá                        | Francia                       | Almania                       | Irlanda                       | Japón                         | Holanda                       | NZ                            | Suecia                        | Suiza                         | RU                            | Certificaciones (Ventas)                                                                                          |
| ---- | --------------------------- | ----------------------------- | ----------------------------- | ----------------------------- | ----------------------------- | ----------------------------- | ----------------------------- | ----------------------------- | ----------------------------- | ----------------------------- | ----------------------------- | ----------------------------- | ----------------------------- | ----------------------------- | ----------------------------- | ----------------------------- | ----------------------------- | --- |
| 1993 | "Dreamlover"                | 1                             | 2                             | 2                             | 1                             | 7                             | —                             | 1                             | 49                            | 39                            | 24                            | —                             | 8                             | 2                             | 31                            | 13                            | 9                             | - AUS Oro - NZ Oro - EE. UU. Platino                                                                              |
| 1993 | "Hero"                      | 1                             | 5                             | 2                             | —                             | 7                             | —                             | 3                             | 5                             | 41                            | 5                             | 42                            | 10                            | 2                             | 27                            | —                             | 7                             | - AUS Platino - FRAN Plata - NZ Platino - RU Platinum                                                             |
| 1994 | "Without You"               | 3                             | 7                             | 4                             | —                             | 3                             | 2                             | 2                             | 1                             | 1                             | 1                             | —                             | 1                             | 1                             | 1                             | 1                             | 1                             | - AUS Platino - AUT Platinum - FRAN Oro - ALE Platino - HOL Platino - NZ Platino - SUI Oro - EE. UU. oro - RU Oro |
| 1994 | "Never Forget You"          | 3                             | 7                             | —                             | —                             | —                             | —                             | —                             | —                             | —                             | —                             | —                             | —                             | —                             | —                             | —                             | —                             | |
| 1994 | "Anytime You Need a Friend" | 12                            | 22                            | 5                             | 1                             | 12                            | 25                            | 5                             | 12                            | 41                            | 16                            | 24                            | 10                            | 5                             | —                             | 15                            | 8                             | - NZ Oro |